# Condado de Limestone (Texas)
O Condado de Limestone é um dos 254 condados do estado norte-americano do Texas. A sede do condado é Groesbeck, e sua maior cidade é Groesbeck.
O condado possui uma área de 2417 km² (dos quais 63 km² estão cobertos por água), uma população de 22 051 habitantes, e uma densidade populacional de 9 hab/km² (segundo o censo nacional de 2000).
O condado foi criado em 1846.